# Legionario (destroyer)
Le Legionario (fanion « LG ») était un destroyer italien de la classe Soldati lancé en 1941 pour la Marine royale italienne (en italien : Regia Marina).

## Conception et description
Les destroyers de la classe Soldati étaient des versions légèrement améliorées de la classe précédente Oriani. Ils avaient une longueur entre perpendiculaires de 101,6 mètres et une longueur hors tout de 106,7 mètres. Les navires avaient une largeur de 10,15 mètres  et un tirant d'eau moyen de 3,15 mètres et de 4,3 mètres à pleine charge. Les Soldatis déplaçaient 1 830-1 850 tonnes métriques à charge normale, et 2 450-2 550 tonnes métriques à pleine charge. Leur effectif en temps de guerre était de 206 officiers et hommes de troupe.
Le Legionario était propulsé par deux turbines à vapeur à engrenages Belluzzo/Parsons, chacune entraînant un arbre d'hélice à l'aide de la vapeur fournie par trois chaudières Yarrow. Conçus pour une puissance maximale de 48 000 chevaux-vapeur (36 000 kW) et une vitesse de 34-35 nœuds (63-65 km/h) en service, les navires de la classe Soldati ont atteint des vitesses de 39-40 nœuds (72-74 km/h) pendant leurs essais en mer alors qu'ils étaient légèrement chargés. Ils transportaient suffisamment de fuel pour avoir une autonomie de 2 340 milles nautiques (4 330 km) à une vitesse de 14 nœuds (26 km/h) et de 682 milles nautiques (1 263 km) à une vitesse de 34 nœuds (63 km/h).
La batterie principale du Legionario était composée de quatre canons de 120 millimètres de calibre 50 dans deux tourelles jumelées, une à l'avant et une à l'arrière de la superstructure. Sur une plate-forme au milieu du navire se trouvait un canon à obus en étoile de 120 millimètres de 15 calibres. La défense antiaérienne des "Soldati" était assurée par huit canons Breda modèle 1935 de 20 millimètres. Les navires étaient équipés de six tubes lance-torpilles de 533 millimètres dans deux supports triples au milieu du navire. Bien qu'ils ne soient pas dotés d'un système de sonar pour la lutte anti-sous-marine, ils sont équipés d'une paire de lanceurs de grenades sous-marines. Les navires pouvaient transporter 48 mines.

## Construction et mise en service
Le Legionario est construit par le chantier naval Cantiere navale fratelli Orlando (OTO), basé à Livourne en Italie, et mis sur cale le 21 octobre 1940. Il est lancé le 16 avril 1941 et est achevé et mis en service le 1er mars 1942. Il est commissionné le même jour dans la Regia Marina.

## Histoire du service
Le Legionario est entré dans l'histoire comme la première unité opérationnelle italienne à monter un radar. Son appareil Fu.Mo. 24/40Ggl "De.Te." (Dezimetre Telegraphie, en allemand, nom adopté par la Regia Marina) (Funkmessgerät Fu. Mo 24/40Ggl Seetakt, nom allemand de l'appareil)[1], de fabrication allemande, est le premier radar embarqué par un navire italien,.

### Activité de guerre
Le Legionario participe à la bataille de la mi-juin (12-16 juin 1942), au cours de laquelle le radar embarqué a eu sa première occasion d'être utilisé. À 22h30 le 15 juin, il détecte un groupe d'avions en approche, six minutes avant leur arrivée sur la formation italienne (lors de l'attaque suivante, le cuirassé Littorio est réduit au silence aérien).
Il participe ensuite de nombreuses missions d'escorte sur les routes de la Tunisie.
Entre le 3 et le 5 août 1942, il escorte un convoi composé des navires à moteur Ankara, Nino Bixio et Sestriere (avec destination Tobrouk pour le premier et Benghazi pour les deux autres. La cargaison est constituée de 92 chars, 340 véhicules, 3 locomotives, une grue, 292 soldats, 4 381 t de carburants et d'huiles de graissage, 5 256 t d'autres fournitures), ainsi que les destroyers Freccia, Corsaro, Folgore, Grecale et Turbine, et les torpilleurs Partenope et Calliope. Les navires atteignent leur destination malgré de nombreuses attaques aériennes. À cette occasion, il y a également eu la première attaque d'avions américains contre des unités italiennes (il s'agissait d'une attaque de bombardiers Consolidated B-24 Liberator).
Le 18 novembre 1942, il escorte vers Bizerte, avec son navire-jumeau (sister ship) Bombardiere et le torpilleur moderne Groppo, les transports de troupes Puccini et Viminale. Le convoi arrive à destination sans encombre malgré les attaques des sous-marins britanniques au large du Cap San Vito.
De retour en Italie, le Legionario (sous le commandement du capitaine de frégate (capitano di fregata) Corrado Tagliamonte) escorte de Bizerte à Naples les grands et modernes navires à moteur Monginevro et Sestriere ainsi que ses navires-jumeaux Bombardiere et Velite, mais à 15h04 le 21 novembre, à environ 18 milles nautiques (34 km) au sud-ouest d'Ischia, le Velite est touché et immobilisé par une torpille: le commandant Tagliamonte ordonne au Bombardiere de remorquer le navire endommagé, qui est remorqué à Naples.
Le 22 décembre, il effectue une mission de transport de troupes de Trapani à Bizerte.
Le 17 janvier 1943, il appareille de Bizerte pour escorter le navire à moteur Mario Roselli à Palerme, avec le Bombardiere. À 17h30, peu après le coucher du soleil, alors que la Sicile est en vue, le sous-marin britannique HMS United (P44) torpille le Bombardiere, qui coule rapidement, brisé en deux,. Le Legionario, sans s'arrêter, a simplement jeté aux survivants du destroyer des radeaux de sauvetage qu'il avait à bord, puis a escorté le Roselli jusqu'à Palerme, sain et sauf. Le Bombardiere a perdu 175 hommes sur un équipage de 224.
Au cours de 1943, le Legionario a été soumis à des travaux qui ont vu le remplacement du complexe de tubes lance-torpilles arrière par 2 mitrailleuses anti-aériennes de 37/54 mm.

### Commandement
Commandants
- Capitaine de vaisseau (Capitano di vascello) Giovanni Marabotto (né à Savone le 6 octobre 1891) (janvier 1942)
- Capitaine de frégate (capitano di fregata) Corrado Tagliamonte (né à Noto le 1er novembre 1900) (13 janvier - 22 novembre 1942)
- Capitaine de vaisseau (Capitano di vascello) Amleto Baldo (né à La Spezia le 29 juin 1899) (23 novembre 1942 - octobre 1944)

### Armistice et cobelligérance
Lors de la proclamation de l'armistice du 8 septembre 1943 (Armistice de Cassibile), le Legionario se trouvait à La Spezia d'où il s'est embarqué avec le reste de l'escadron naval pour se rendre aux Alliés à Malte,, selon les clauses de l'armistice concernant la flotte, qui prévoyaient, outre le transfert immédiat des navires italiens à Malte, où ils resteraient en attendant de connaître leur sort, que pendant le transfert les navires italiens lèveraient, en signe de reddition, des drapeaux noirs sur les mâts des drapeaux et dessineraient deux cercles noirs sur les ponts.

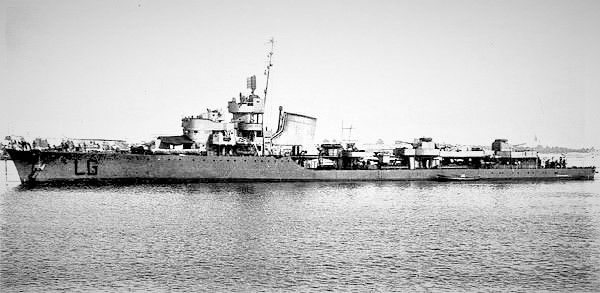
Le Legionario pendant la cobelligérance. Notez la coloration appropriée

L'escadron naval part de La Spezia à 03h00 du matin le 9 septembre avec le cuirassé Roma portant l'insigne du navire amiral de la flotte, qui avec les cuirassés Vittorio Veneto et Italia constituent la IXe division, les croiseurs Montecuccoli, Eugenio di Savoia et Attilio Regolo constituant la VIIe division à ce moment-là, les destroyers Mitragliere, Fuciliere, Carabiniere et Velite du XIIe escadron et les destroyers Legionario, Oriani, Artigliere et Grecale du XIVe escadreon et une escadre de torpilleurs formée par Pegaso, Orsa, Orione, Ardimentoso et Impetuoso..
L'évaporateur du Legionario tombe cependant en panne, ce qui oblige le Legionario à se séparer de la formation à 13h24 le 10 septembre et à se diriger vers Bizerte. En chemin, le navire sauve quelques aviateurs alliés, qui sont débarqués dans le port tunisien, où le Legionario arrive à 15h15. À huit heures du matin du 11 septembre, le destroyer, après avoir réparé la panne et s'être ravitaillé en eau, quitté Bizerte et continue vers Malte où il arrivé le 11 septembre, à 19h30, en amarrant à Marsaxlokk.
Le 12 septembre, il est ravitaillé en carburant à La Valette et le 14, il quitte l'île avec le Oriani, se rendant d'abord à Bizerte puis à Alger. Là, les deux unités embarquent quelques unités américaines et leur matériel, puis les transportent à Ajaccio (Corse) en soutien à la résistance opposée par les forces italiennes et françaises aux troupes allemandes dans l'île, et, mission terminée (le débarquement eut lieu le 19 septembre), ils rentrent à Malte à 8 heures du matin le 29 septembre, en s'amarrant à Marsa Scirocco (Legionario) et Marsa Scala (Oriani).
Le 4 octobre, le Legionario appareille de Malte avec plusieurs autres unités (le Oriani, les croiseurs Garibaldi, Abruzzi et Pompeo Magno, les torpilleurs Libra et Calliope, les corvettes Ape, Cormorano, Danaide, Gabbiano, Minerva et Pellicano, les vedettes-torpilleurs MS 35, MS 54, MS 55, MS 56, MS 61 et MS 64, les chasseurs de sous-marins VAS 201, VAS 204, VAS 224, VAS 233, VAS 237, VAS 240, VAS 241, VAS 246 et VAS 248) et retourne en Italie.

### Cession à la France
À la fin de la guerre, le traité de paix prévoit sa cession à la France en réparation des dommages de guerr.
Le 15 août 1948, le Legionario est cédé à la Marine Nationale qui, après lui avoir attribué temporairement le nom de L 6, le rebaptise finalement Duchaffault.
Radié en 1956, il est envoyé à la démolition.